# Marco Greco
Marco Greco (ur. 1 grudnia 1963 roku w São Paulo) – brazylijski kierowca wyścigowy i motocyklowy.

## Kariera
W latach 1979–1986 zaliczył 15 startów w Motocyklowych Mistrzostwach Świata. W wyścigach samochodowych Marco zadebiutował w 1987 roku, w prestiżowej Brytyjskiej Formule 3. Po zaledwie roku startów, awansował do Międzynarodowej Formuły 3000. W kolejnych dwóch latach ścigał się równolegle pomiędzy tą serią a jej brytyjskim odpowiednikiem. W sezonie 1991 dzielił obowiązki pomiędzy pracą w roli testera zespołu Formuły 1 – Fondmetal, a ponownymi startami w Brytyjskiej Formule 3000.
Po braku znaczących sukcesów, w roku 1992 postanowił wyjechać do Ameryki, gdzie zadebiutował w Indy Lights. W latach 1993–1995 brał udział w serii CART. W każdym z tych sezonów tylko raz zdobył punkty, będąc sklasyfikowanym za każdym razem na 11. pozycji. W latach 1996–1999 ścigał się w konkurencyjnej Indy Racing League. Jak się okazało, Marco na torach owalnych spisywał się znacznie lepiej i już w drugim podejściu został trzecim zawodnikiem mistrzostw. Była to jednak najlepsza jego pozycja końcowa w tej serii.
Poza tym w latach 1993–1998 czterokrotnie wystartował w prestiżowym wyścigu Indianapolis 500. Najwyżej został sklasyfikowany w 1998 roku – na 14. miejscu, jednak ani razu nie ukończył wyścigu, za każdym razem wyeliminowały go awarie samochodu.

## Starty w Indianapolis 500
| Rok  | Nadwozie | Silnik         | Start | Wynik | Uwagi                  |
| ---- | -------- | -------------- | ----- | ----- | ---------------------- |
| 1993 | Lola     | Chevrolet      |       |       | Nie zakwalifikował się |
| 1994 | Lola     | Cosworth-Ford  | 32    | 27    | Elektryka              |
| 1995 | Lola     | Ilmor-Mercedes |       |       | Nie zakwalifikował się |
| 1996 | Lola     | Cosworth-Ford  | 22    | 26    | Silnik                 |
| 1997 | Dallara  | Oldsmobile     | 27    | 16    | Skrzynia biegów        |
| 1998 | G-Force  | Oldsmobile     | 14    | 14    | Silnik                 |